# Sakristie
Sakristie (z latinského sacristia, odvozeno od sacer, svatý) je místnost v kostele, umístěná zpravidla bočně od kněžiště (původně severně či jižně od něj) nebo za hlavním oltářem, v níž jsou uchovávána bohoslužebná roucha kněží i ministrantů a předměty užívané při bohoslužbě. Mimo to slouží sakristie kněžím a ministrantům jako prostor pro přípravu a převléknutí se na obřady. O sakristii i ostatní části chrámu se starává kostelník (lat. sacristanus).
V hovorové řeči je frekventovaná zkomolenina zákristie, sugerující falešnou etymologii „za Kristem“.
Běžně bývá sakristie součástí budovy kostela (často půdorysně coby přístavek k jednolité hmotě lodi), může však být provedena také coby samostatná budova, jak bývá v některých klášterech. U nových kostelů není výjimkou ani sakristie poblíž hlavního vchodu.
V chrámech východního obřadu slouží podobným účelům kněžiště oddělené ikonostasem, samostatná sakristie neexistuje.
V katolických kostelích se někdy nachází také více oddělených sakristií s různými funkcemi, některá může být například určena jen ministrantům či k přechovávání bohoslužebných předmětů. Vzácně je možno se setkat i se svatostánkem umístěným v sakristii.

## Galerie

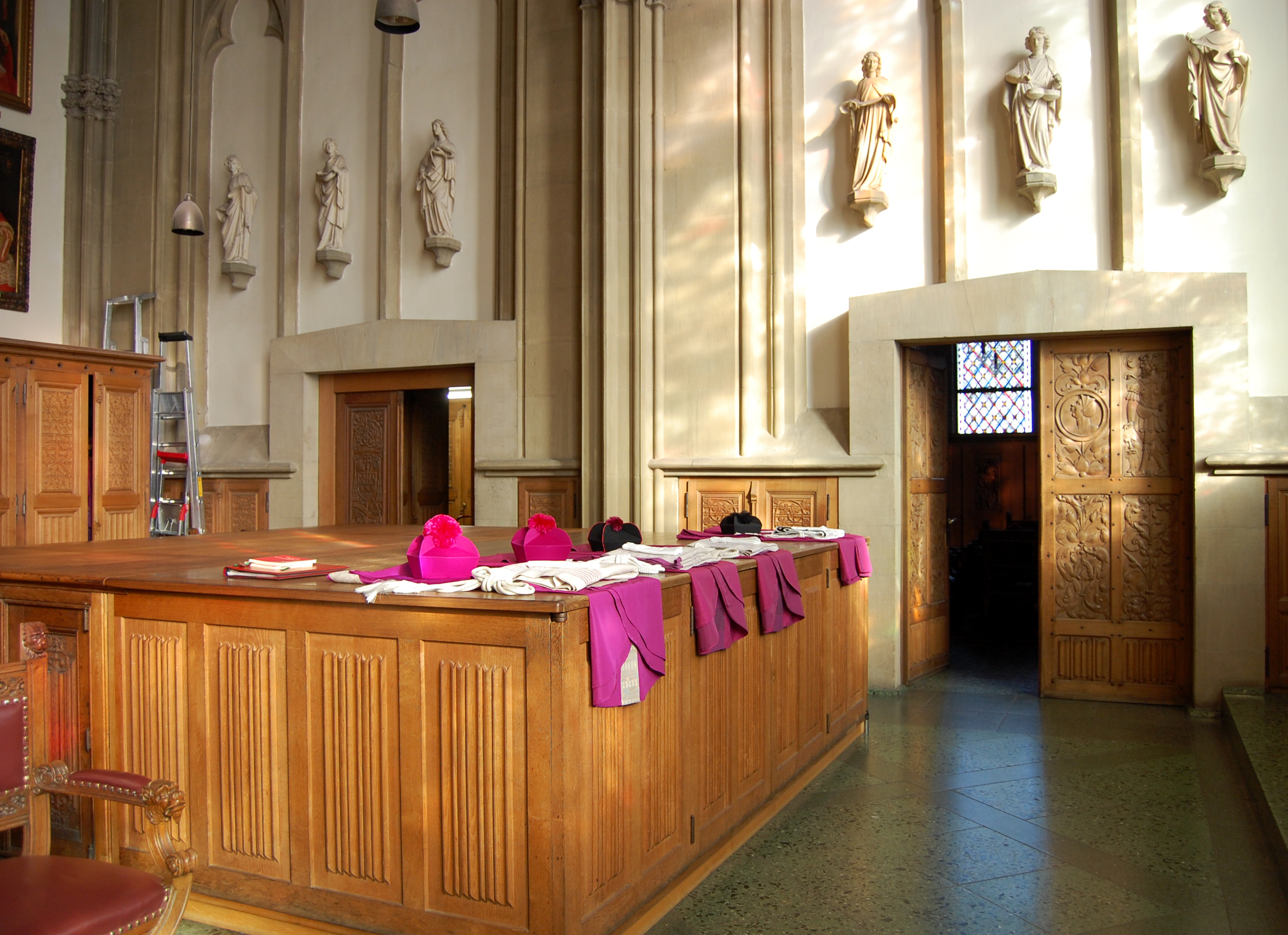
Sakristie katedrály v Kolíně nad Rýnem
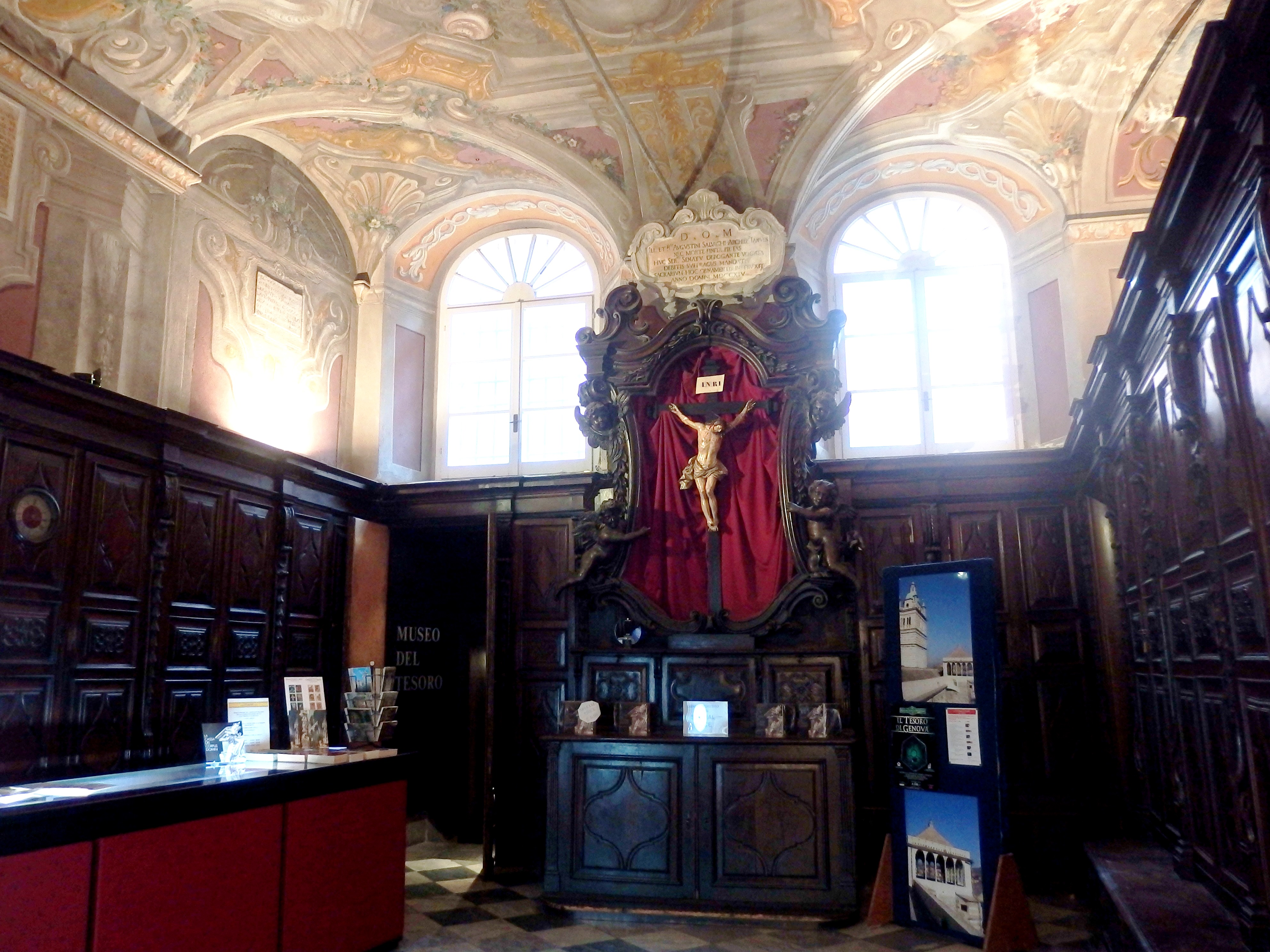
Sakristie katedrály sv. Vavřince v Janově (Itálie)
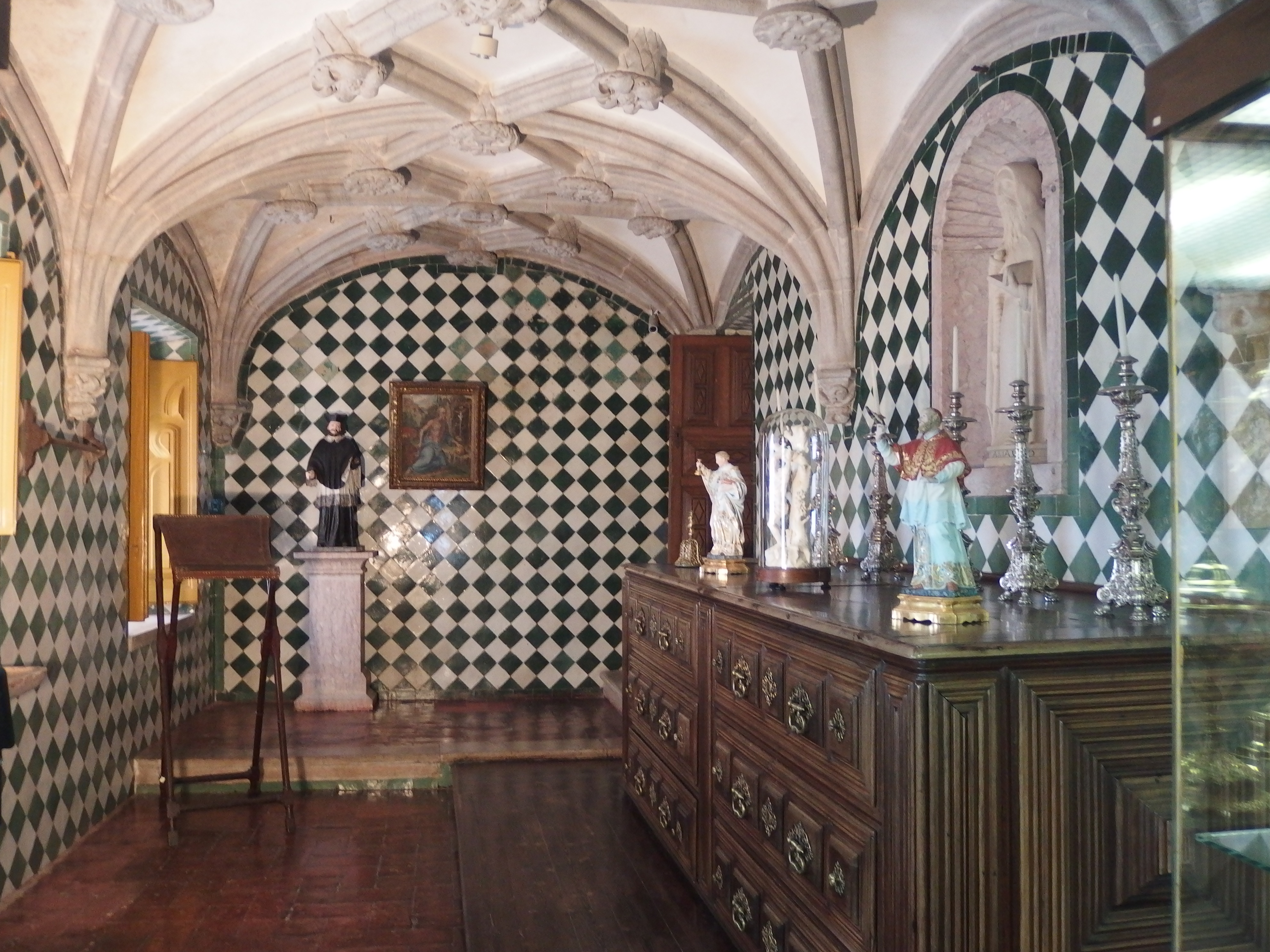
Sakristie paláce de la Pena v Sintře (Portugalsko)
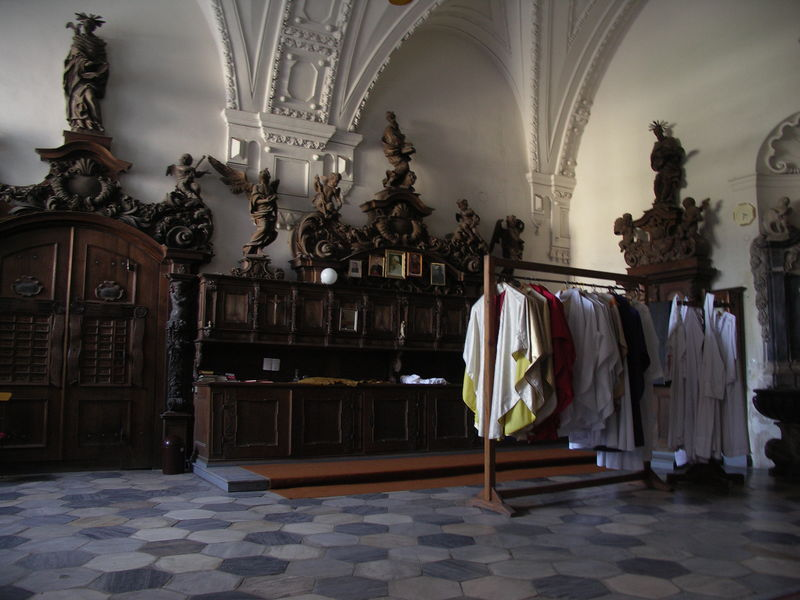
Sakristie v polské dolnoslezské vsi Henryków
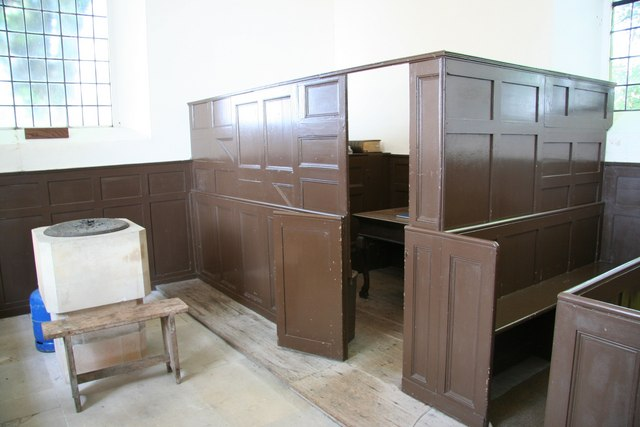
Minisakristie kostelíku Všech Svatých v Pickworthu (Anglie)
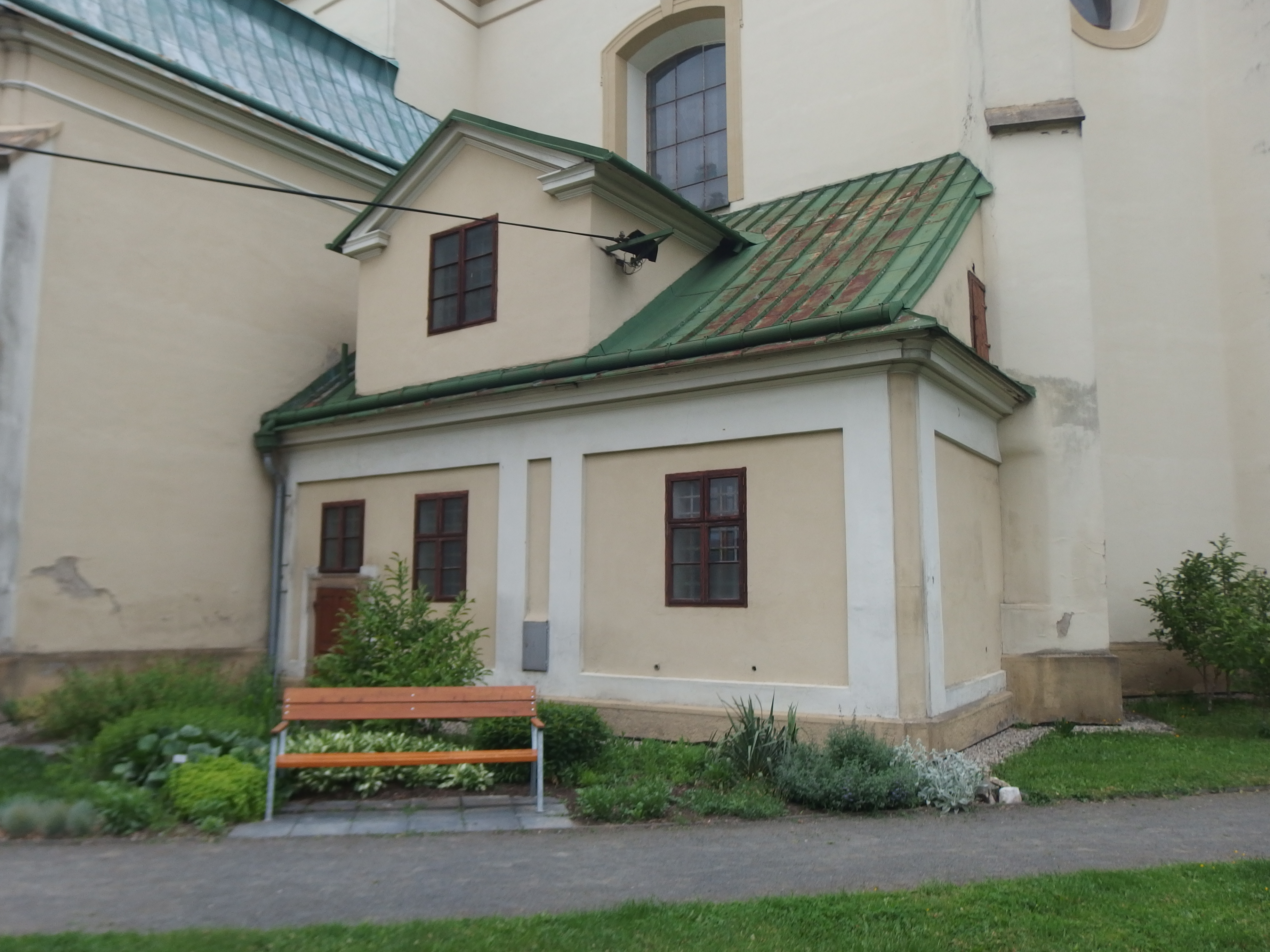
Sakristie kostela sv. sv. Jakuba Většího v Lipníku nad Bečvou (venkovní pohled)
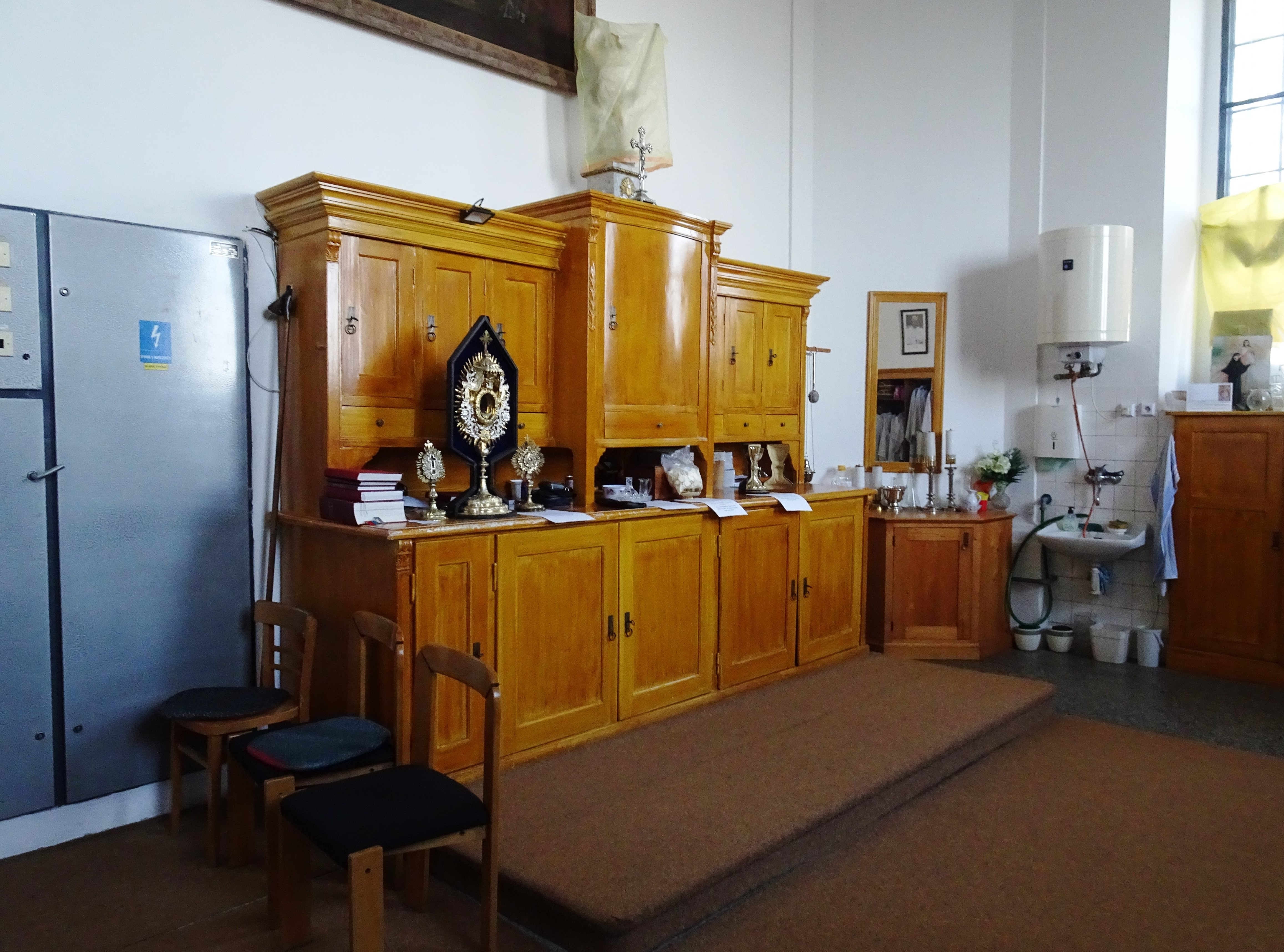
Sakristie kostela sv. Petra a Pavla v Polešovicích